# Joan Riviere

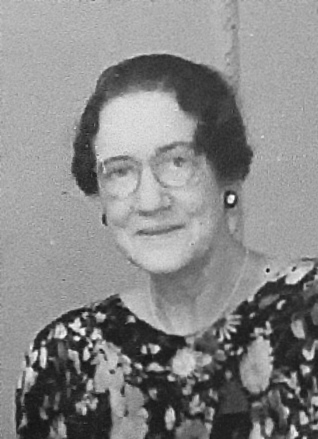
Joan Riviere 1952

Joan Riviere, geborene Hodgson Verrall (* 28. Juni 1883 in Brighton; † 20. Mai 1962 in Paddington, London) war eine britische Psychoanalytikerin, die sowohl eine frühe Übersetzerin der Werke von Sigmund Freud ins Englische als auch selbst eine einflussreiche Autorin war.

## Leben
Riviere wurde als ältestes von drei das Erwachsenenalter erreichenden Kindern von Hugh John Verrall und seiner Frau Ann Hodgson geboren. Ihr Vater war Anwalt, ihre Mutter Pfarrerstochter. Sie wurde in Brighton und anschließend in der Mädchenschule Wycombe Abbey erzogen. Im Alter von siebzehn Jahren ging sie für ein Jahr nach Gotha, wo sie die deutsche Sprache beherrschen lernte. Ihre Interessen galten vor allem der Kunst, und sie war eine Zeit lang Modeschneiderin in dem von Ada Nettleship begründeten Modeunternehmen. Riviere heiratete 1906 Evelyn Riviere, einen Anwalt und Sohn des Künstlers Briton Rivière. Ihr einziges Kind, Diana, wurde 1908 geboren.
Rivieres Onkel Arthur Woollgar Verrall organisierte Treffen der Society for Psychical Research, bei denen sie die Arbeiten von Sigmund Freud und Ernest Jones kennenlernte, was ihr Interesse an der Psychoanalyse weckte. Da sie insbesondere nach dem Tod ihres Vaters unter emotionalen Problemen litt, begab sie sich 1916 in eine therapeutische Analyse bei Ernest Jones. In den Jahren 1916 und 1917 verbrachte sie einige Zeit in einem Sanatorium. Jones war beeindruckt von ihrem Verständnis der psychoanalytischen Prinzipien und Verfahren, und sie wurde Gründungsmitglied der 1919 gegründeten British Psychoanalytical Society. Auf der Haager Konferenz von 1920 traf sie zum ersten Mal auf Freud und bat darum, von ihm analysiert zu werden. Sie lernte auch Melanie Klein kennen. Sie war Übersetzungsredakteurin des The International Journal of Psychoanalysis von dessen Gründung 1920 bis 1937. 1921 arbeitete sie mit Freud und seiner Tochter Anna Freud, Ernest Jones, James Strachey und Alix Strachey im Glossary Committee zusammen und übersetzte Freuds Werk ins Englische. Sie betreute die Übersetzung und Herausgabe der Bände 1, 2 und 4 der Collected Papers und gilt als die beste Übersetzerin von Freuds Werk. Peter Gay schreibt: „die unvergleichliche Joan Riviere, jene «große edwardianische Schönheit mit Picture Hat und scharlachrotem Sonnenschirm», deren Übertragungen mehr von Freuds stilistischer Energie bewahrten als alle anderen“.
In der Zwischenzeit war ihre persönliche Analyse mit Jones schwierig geworden, und als sie in eine Sackgasse geriet, empfahl er ihr Sigmund Freud für eine weitere Psychoanalyse. Diese fand 1922 in Wien statt.
Als sie nach London zurückkehrte, beteiligte sich Riviere aktiv an der Arbeit der British Psychoanalytical Society. 1924 traf sie Klein in Salzburg wieder und wurde zu einer wichtigen Vertreterin von Melanie Kleins Ideen. Im Jahr 1929 unterstützte sie Sylvia Payne bei der Organisation der Oxford-Konferenz. Sie wurde 1930 Lehranalytikerin und war die Analytikerin von Susan Isaacs, John Bowlby und Donald Winnicott und betreute Hanna Segal und Herbert Rosenfeld. Ihre Supervisanden zollten „alle ihrer Originalität, ihrem Intellekt, ihrer Sensibilität, ihrer Freundlichkeit und ihrer Kultur sowie ihrer scharfen Zunge und Eindringlichkeit Tribut“. James Strachey kam zu dem Schluss, dass sie „in der Tat eine sehr beeindruckende Person“ war; und als sie in ihrem Aufsatz über Hass von einem Gefühl von „[…] elation which is pleasurable on overcoming an obstacle, or on getting our own way“ schrieb, habe sie ihren Kommentar auch auf persönliche Erfahrungen zurückgeführt.
Riviere veröffentlichte mehrere bahnbrechende Arbeiten. 1929 veröffentlichte sie Womanliness as a Masquerade („Weiblichkeit als Maskerade“) und beschreibt in diesem Artikel einen Bereich der sexuellen Entwicklung insbesondere intellektueller Frauen, in dem Weiblichkeit eine defensive Maske ist, die aufgesetzt wird, um männliche Persönlichkeitsanteile, rivalisierendes Verhalten und Hass auf Männer zu verbergen. 1932 veröffentlichte sie Jealousy as a Mechanism of Defence („Eifersucht als Abwehrmechanismus“), in dem sie die Eifersucht als Abwehr gegen den durch die Urszene hervorgerufenen Neid betrachtet. 1936 verarbeitete sie Melanie Kleins Erkenntnisse über die depressive Haltung in A Contribution to the Analysis of the Negative Therapeutic Reaction („Ein Beitrag zur Analyse der negativen therapeutischen Reaktion“). Im selben Jahr gelang es ihr, in ihrem in Wien zu Freuds 80. Geburtstag gehaltenen Vortrag The Genesis of Psychical Conflict in Earliest Infancy („Die Genese des psychischen Konflikts in der frühesten Kindheit“) Kleins Theorien mit Freuds Arbeiten zu verknüpfen.
Von 1942 bis 1944 beteiligte sich Riviere aktiv in den Controversial discussions, einer Reihe von Meetings die in der Britischen Psychoanalytischen Gesellschaft zwischen den Anhängern der Wiener Schule und der Kleinschen Fraktion stattfanden. Riviere unterstützte dabei die Gruppe der Kleinianer, distanzierte sich aber in den 1950er Jahren vom Kreis der Anhänger, die Klein umgaben.

## Wissenschaftliche Positionen
Ihr Aufsatz On the Genesis of Psychical Conflict in Early Infancy wurde als „die klarste und am schönsten ausgedrückte Skizze der Kleinschen Theorie“ beschrieben. Generell wird Riviere zugeschrieben, dass sie die Kleinschen Ideen oft zugänglicher und eleganter formulierte als Klein selbst, vor allem im Englischen.
In Jealousy as a Mechanism of Defence (1932) betrat Riviere ausgehend von Klein neues Terrain, indem sie die krankhafte Eifersucht mit dem Neid auf die Urszene verknüpfte, Jahre bevor Klein selber dies nachvollzog.
Ihre Darstellung der Weiblichkeit als Maskerade wurde von Jacques Lacan im Rahmen seiner Erforschung des Imaginären und des Symbolischen aufgegriffen: „ein Begriff, den ich nicht eingeführt habe, den aber eine weibliche Psychoanalytikerin auf die weibliche Sexualhaltung bezogen hat – der Begriff Maskerade“. In der Folge wurde analoge Sichtweise von Weiblichkeit als Performance für „eine Vielzahl von de-essentialisierenden und dekonstruktiven Versionen von Geschlecht als Performance übernommen (am einflussreichsten in der feministischen Theorie und der Filmtheorie des späten zwanzigsten Jahrhunderts)“.
Ihre Arbeit Contribution to the Analysis of the Negative Therapeutic Reaction wird weithin als ihr wichtigster Beitrag zur psychoanalytischen Theorie angesehen. Er baut auf ihrer persönlichen Erfahrung auf und greift auf die durchaus schmerzhaften Erfahrungen ihrer eigenen Analysen mit Jones und Freud zurück. Freud hatte sein Konzept der negativen therapeutischen Reaktion zum großen Teil aus seiner Erfahrung in der Analyse von Riviere heraus formuliert: „Sie kann kein Lob, keinen Triumph und keinen Erfolg dulden […] sie wird mit Sicherheit unangenehm und aggressiv und verliert den Respekt vor dem Analytiker sobald sich ein Erfolg abzeichnet“. Solche Patienten zeichneten sich seiner Ansicht nach durch etwas aus, „das man als «moralischen» Fakt bezeichnen könnte, ein Schuldgefühl, das seine Befriedigung in der Krankheit findet und sich weigert, die Strafe des Leidens aufzugeben“". Im Gegensatz dazu legt Riviere in Anlehnung an Klein den Schwerpunkt anders und lenkt die Aufmerksamkeit auf die Verzweiflung der Patientin über ihre innere Welt und ihre Hoffnungslosigkeit, Wiedergutmachung zu leisten. Sie beschreibt eindringlich den „Charakterzug der Täuschung, die Maske, die diesen subtilen Vorbehalt jeglicher Kontrolle unter intellektuellen Rationalisierungen oder unter vorgetäuschter Nachgiebigkeit und oberflächlicher Höflichkeit verbirgt […] Der Patient nutzt uns auf seine Weise aus, anstatt sich vollständig analysieren zu lassen.“ Solche manischen Abwehrhaltungen waren für Riviere jedoch ein verzweifelter Versuch, dem depressiven Schmerz einer leeren Innenwelt zu entgehen. In Bezug auf die Widerstände, die die depressive Haltung verdecken, schreibt Riviere, dass dies ihre eigene Erfahrung sei.

## Werke
Rivieres Werke sind von Athol Hughes 1991 als Collected Papers herausgegeben worden:
Athol Hughes (Hrsg.): The Inner World and Joan Riviere. Collected Papers: 1920–1958. Karnac Books, Routledge, London 2018, ISBN 978-0-429-92108-7 (google.bi).
Ausgewählte Schriften sind auch in deutscher Übersetzung erschienen: Joan Riviere: Ausgewählte Schriften. Hrsg.: Lilli Gast (= Theoretikerinnen der Psychoanalyse. Band 1). Ed. diskord, Tübingen 1996, ISBN 978-3-86099-374-3.
Erstveröffentlichungen wesentlicher Arbeiten
- Womanliness as a masquerade. In: International Journal of Psychoanalysis. Band 10, 1929, S. 303–313 (scribd.com).
- Jealousy as a mechanism of defence. In: International Journal of Psychoanalysis. Band 13, 1932, S. 414–424.
- A contribution to the analysis of a negative therapeutic reaction. In: International Journal of Psychoanalysis. Band 17, 1936, S. 304–320.
- On the genesis of psychic conflict in earliest infancy. In: International Journal of Psycho-Analysis. Band 17, 1936, S. 395–422.
- The inner world in Ibsen's „Master Builder“. In: International Journal of Psycho-Analysis. Band 33, 1952, S. 173–180.
- mit Melanie Klein: Developments in Psycho-Analysis (= International Psycho-Analytical Library. Band 43). Hogarth Press, Institute of Psycho-Analytics, London 1952.
- mit Melanie Klein: Love, Hate and Reparation (= Psycho-Analytical Epithemes. Band 2). Hogarth Press, Institute of Psycho-Analytics, London 1937, S. 5 (archive.org).

Freud-Übersetzungen
- Sigmund Freud: Collected papers of Sigmund Freud. Authorized translation under the supervision of Joan Riviere. Hrsg.: Ernest Jones. International Psycho-Analytical Press (Vol. I), Hogarth Press (Vol. II–V), Leipzig (Vol. I), London (Vol. II–V) 1924.
- Sigmund Freud: The Ego and the Id, translated by Joan Riviere (= International Psycho-Analytical Library. Band 12). Hogarth Press, Institute of Psycho-Analysis, London 1927.
- Sigmund Freud: Civilization and its Discontents, Authorized translation by Joan Riviere (= International Psycho-Analytical Library. Band 17). HL. & V. Woolf, Institute of Psycho-Analysis, London 1930.
- Sigmund Freud: A General Introduction to Psycho-Analysis: A Course of Twenty-Eight Lectures Delivered at the University of Vienna, translated by Joan Riviere, prefaces by Ernest Jones & G. Stanley Hall. Liveright Publishing Corporation, New York City 1935.